# Liste der Kulturdenkmale in Flaxweiler
In der Liste der Kulturdenkmale in Flaxweiler sind alle Kulturdenkmale der luxemburgischen Gemeinde Flaxweiler aufgeführt (Stand: 15. Juli 2025).

## Kulturdenkmale nach Ortsteil

### Beyren
| Bild             | Bezeichnung      | Lage                       | Beschreibung | Stufe | Eingetragen seit  |
| ---------------- | ---------------- | -------------------------- | ------------ | ----- | ----------------- |
| ehemalige Schule | ehemalige Schule | 8, rue de l’Eglise (Karte) |              | IS    | 7. März 2016      |
| Weitere Bilder   | Kirche St-Erasme | rue de l’Église (Karte)    |              | IS    | 12. Dezember 2017 |

### Buchholz
| Bild                 | Bezeichnung                                         | Lage                           | Beschreibung | Stufe | Eingetragen seit |
| -------------------- | --------------------------------------------------- | ------------------------------ | ------------ | ----- | ---------------- |
|                      | Gebäude                                             | 4, Buchholz (Karte)            |              | IS    | 8. Januar 2018   |
|                      | Wohnhaus mit Nebengebäuden und Wohnhaus mit Scheune | Haus Nr. 1, Haus Nr. 7 (Karte) |              | IS    | 1. Februar 2018  |
| Gallo-römisches Grab | Gallo-römisches Grab                                | bei der Tonn (Karte)           |              | IS    | 11. April 2018   |
|                      | Wohnhaus                                            | Haus Nr. 6 (Karte)             |              | IS    | 18. April 2018   |

### Flaxweiler
| Bild                 | Bezeichnung               | Lage                      | Beschreibung | Stufe | Eingetragen seit  |
| -------------------- | ------------------------- | ------------------------- | ------------ | ----- | ----------------- |
| ehemaliger Bauernhof | ehemaliger Bauernhof      | 5, rue Principale (Karte) |              | PCN   | 2. Dezember 2011  |
|                      | ehemaliger Bauernhof      | 5, rue Berg (Karte)       |              | IS    | 1. Februar 2018   |
| Weitere Bilder       | Kirche Sts-Come-et-Damien | rue Principale (Karte)    |              | IS    | 26. Februar 2019  |
| ehemalige Schule     | ehemalige Schule          | 1, rue Berg (Karte)       |              | IS    | 2. September 2020 |

### Gostingen
| Bild                 | Bezeichnung          | Lage                         | Beschreibung | Stufe | Eingetragen seit  |
| -------------------- | -------------------- | ---------------------------- | ------------ | ----- | ----------------- |
| Weitere Bilder       | Kreuzerhöhungskirche | Burgaass/rue Bildgen (Karte) |              | PCN   | 29. März 2019     |
| Gebäude              | Gebäude              | 31, Burgaass (Karte)         |              | PCN   | 22. Januar 2021   |
| ehemaliger Bauernhof | ehemaliger Bauernhof | 24, rue Bildgen (Karte)      |              | IS    | 20. Dezember 2016 |
| Gebäude              | Gebäude              | 16, rue du Relais (Karte)    |              | IS    | 11. Juni 2019     |

### Niederdonven
| Bild                 | Bezeichnung                                                          | Lage                        | Beschreibung | Stufe | Eingetragen seit                      |
| -------------------- | -------------------------------------------------------------------- | --------------------------- | ------------ | ----- | ------------------------------------- |
| Wohnhaus mit Scheune | Wohnhaus mit Scheune                                                 | 1, rue du Vin (Karte)       |              | PCN   | 11. November 2016                     |
| Weitere Bilder       | Kirche St-Martin mit Friedhof                                        | rue de Romains (Karte)      |              | PCN   | 20. November 2020 und 5. Februar 2021 |
| ehemaliges Pfarrhaus | ehemaliges Pfarrhaus                                                 | 60, rue des Romains (Karte) |              | PCN   | 6. Oktober 2023                       |
|                      | Gebäudeensemble aus Steinbrücke und Stützmauern in Trockenbautechnik | (Karte)                     |              | PCN   | 28. März 2024                         |

### Oberdonven
| Bild           | Bezeichnung           | Lage                      | Beschreibung | Stufe | Eingetragen seit   |
| -------------- | --------------------- | ------------------------- | ------------ | ----- | ------------------ |
|                | Glocke von St-Gengoul | (Karte)                   |              | PCN   | 29. März 2019      |
| Weitere Bilder | Kirche St-Gengoul     | rue de la Moselle (Karte) |              | PCN   | 20. September 2020 |

Legende: PCN – Immeubles et objets bénéficiant des effets de classement comme patrimoine culturel national; IS – Immeubles et objets inscrits à l’inventaire supplémentaire

## Quelle
- Liste des immeubles et objets beneficiant d’une protection nationales, Nationales Institut für das gebaute Erbe, Fassung vom 12. September 2022, S. 41 f. (PDF)

- Karte mit allen Koordinaten:
- OSM |
- WikiMap

Bad Mondorf |
Bartringen |
Bauschleiden |
Bech |
Beckerich |
Befort |
Berdorf |
Bettemburg |
Bettendorf |
Betzdorf |
Bissen |
Biwer |
Burscheid |
Bous-Waldbredimus |
Clerf |
Colmar-Berg |
Consdorf |
Contern |
Dalheim |
Diekirch |
Differdingen |
Dippach |
Düdelingen |
Echternach |
Ell |
Ernztalgemeinde |
Erpeldingen an der Sauer |
Esch an der Alzette |
Esch an der Sauer |
Ettelbrück |
Fels |
Feulen |
Fischbach |
Flaxweiler |
Frisingen |
Garnich |
Goesdorf |
Grevenmacher |
Grosbous-Wahl |
Habscht |
Heffingen |
Helperknapp |
Hesperingen |
Junglinster |
Käerjeng |
Kayl |
Kehlen |
Kiischpelt |
Koerich |
Kopstal |
Lenningen |
Leudelingen |
Lintgen |
Lorentzweiler |
Luxemburg |
Mamer |
Manternach |
Mersch |
Mertert |
Mertzig |
Monnerich |
Niederanven |
Nommern |
Parc Hosingen |
Petingen |
Préizerdaul |
Pütscheid |
Rambruch |
Reckingen/Mess |
Redingen/Attert |
Reisdorf |
Remich |
Roeser |
Rosport-Mompach |
Rümelingen |
Saeul |
Sandweiler |
Sassenheim |
Schengen |
Schieren |
Schifflingen |
Schüttringen |
Stadtbredimus |
Stauseegemeinde |
Steinfort |
Steinsel |
Strassen |
Tandel |
Ulflingen |
Useldingen |
Vianden |
Vichten |
Waldbillig |
Walferdingen |
Weiler zum Turm |
Weiswampach |
Wiltz |
Winseler |
Wintger |
Wormeldingen